# 後羅馬不列顛
后罗马不列颠（英語：Sub-Roman Britain）是指罗马统治结束至盎格鲁-撒克逊人前来定居之前的古典时代晚期大不列颠。该术语最初用于描述在公元5-6世纪遗址中发现的考古遗迹，这些遗迹显示罗马帝国统治时期当地瓷器制造业走向衰落。现在，该术语被用来描述从407年君士坦丁三世召回罗马军队至高卢到577年迪勒姆战役结束期间的大不列颠。

## 名詞含義
後羅馬不列顛的時期是指在羅馬治下不列顛部分地區的歷史，在傳統上涵蓋了從410年羅馬帝國撤出不列顛直到597年坎特伯雷的奧古斯丁的到達。 該時期確切的結束日期反覆多變，後羅馬文化一直存續在北英格蘭一帶直到633年布里甘特人的雷格德王國通過聯姻與盎格魯-撒克遜人的諾森布里亞王國合併，後羅馬文化更長久地存續在不列顛西部，特別是康和郡、金巴倫和威爾斯。
這一時期引起了學術界和大眾的大量爭論，部分原因是缺少文字記錄資料。“後羅馬”和“後羅馬”這些術語同樣地適用於舊有羅馬行省的不列顛尼亞，即福斯河–克萊德河界線以南的不列顛。哈德良長城與福斯河–克來德河界線之間地區的歷史與威爾斯非常相似 (參見: 雷格德、伯尼西亞、戈多丁和斯特拉斯克萊德王國)。界線以北是人口稀少的地區包括米阿塔人的王國 (位置在今天的安格斯 (蘇格蘭))，達爾里阿達王國 (在今日的亞皆老郡)，以及聖高隆曾造訪過在延文禮士附近一個名叫“kaer”（城堡）的王國。羅馬人將這些人統稱為”皮克特人”，意思是“被彩繪者”。
古典時代晚期這一術語意味著一個更廣闊的時代背景，在學術界得到了更多的使用，尤其是在研究整個後西羅馬常見的古典文化轉變時。如果需要強調與接著的時期的連續性，該時期也可以被認為是中世紀前期的一部分。通俗（和一些學術）的著作使用了一系列更具戲劇性的名稱來描述這一時期：黑暗時代，布立吞時代，僭主時代或亞瑟王時代

## 書面記述
現存後羅馬不列顛時期可用的文字記錄資料非常稀少，雖然有相當多出於該時代晚期的記錄可能與之相關。而許多現有的資料僅涉及5世紀最初的幾十年。這些資料來源能夠有效地分類為不列顛與歐洲大陸的，以及是同代和非同代的。
兩個主要同時代的不列顛史料存在於：聖博德的《Confessio》和吉爾達斯的著作《不列顛的毀滅》。 聖博德的Confessio與他給斯特拉斯克萊德王國國王Ceretic Guletic的書信中展現了不列顛的生活面貌，而他其後從那裡被綁架到愛爾蘭。對於當時愛爾蘭基督教信仰有顯著重要的地位。吉爾達斯的著作資料是最接近後羅馬不列顛歷史的，但在使用它時存在許多問題。這些文獻描繪的不列顛歷史是依照他和他的讀者所理解。雖然確實存在一些是這一時期的其他文獻，例如吉爾達斯修道院生活的書信，但它們與不列顛的歷史沒有直接關係。吉爾達斯的《不列顛的毀滅》(De Excidio)是一部哀歌: 這一部作品被寫成一場論戰，從而警告當代統治者不要犯罪，通過歷史和聖經的例證，邪惡統治者總是受到上帝的懲罰–就不列顛而言，上帝通過撒克遜侵略者降下毀滅性的天譴。《不列顛的毀滅》在描述歷史上的一部分是很短的，取材顯然是根據吉爾達斯的主意為目的而選。該著作沒有給出確實的日期，以及一些細節，比如那些關於哈德良長城和安東尼長城顯然是錯誤的。然而，吉爾達斯確實讓我們深入瞭解他寫作時存在的一些王國，以及受過教育的修士如何理解盎格魯-撒克遜人和凱爾特布立吞人之間發展起來的局勢。
還有更多來源於歐陸的當代資料提及不列顛，儘管這些資料都是高度不確定的。最著名的是所謂的“霍諾留敕令”，西羅馬皇帝霍諾留警告不列顛的羅馬公社在防務上需要自我保護。在義大利南部的討論中時發現到第一次提及到該敕令的，是由6世紀的拜占庭學者佐西姆斯所撰寫; 但內容沒有進一步提及到不列顛，這導致了現代學術界稍微帶出，儘管不是全部認為，該敕令不適用於不列顛，而是給義大利的布魯提烏姆。《452年的高盧編年史》和
《511年的高盧編年史》皆表示羅馬人貿然地“放棄不列顛並落入了撒克遜人的手中”，並提供了有關歐塞爾的聖日耳曼努斯及其造訪不列顛的資訊，儘管該文本一再受到了相當大的學術的解構。 另一位6世紀的拜占庭作家普羅科匹厄斯的著作提到了不列顛，儘管這些資料的準確性尚不確定。
數目眾多的後期著作聲稱提供了該時期準確的記述。第一個嘗試這樣做的是修士比德，他大量地運用吉爾達斯的後羅馬不列顛的記述著書於8世紀的《英吉利教會史 》中 (成書於731年) ，儘管他試圖為吉爾達斯描述的事件提供日期。這部著作是從反布立吞人的角度寫的。後期的資料如《不列顛人的歷史 》通常認為是威爾斯編年史家內尼厄斯的著作，《盎格魯-撒克遜編年史》（一部再次從非布立吞人的角度撰寫的史書，而是基於威塞克斯的資料）和《威爾斯編年史》，內容都籠罩在神話當中，只能謹慎地用作這一時期的證據。 還有一些似乎可以追溯到6世紀的文獻提供，如威爾斯詩歌 (吟遊詩人塔利埃辛與阿內林)和蘭達夫之書。
在諾曼征服英格蘭後，有許多書籍筆下介紹後羅馬不列顛時期的歷史。這些都受到了蒙茅斯謝菲的不列顛諸王史中虛構記述的影響。因此，該著作只能以展示傳說是如何發展的來看待。直到現代，人們才對這一時期從事了認真的研究。
後來的凱爾特聖徒的生活記述雖然通常都不太可靠，但確實提供了一些關於後羅馬不列顛生活的見識。例如聖塔修斯造訪鄰近切普斯托一座破舊但仍然有人居住的羅馬別墅的記述 (大概在現今的樸茨克韋特。) 685年卡萊爾的羅馬廢墟在聖卡斯伯特的生活記述中亦有所描述。

## 考古證據
考古學為這一時期提供了進一步的證據，在一些證據上間接表明到羅馬城鎮人口減少以及鄉間別墅和莊園組織的發展已經在4世紀時發生。
不列顛在5世紀和6世紀時的特點是城鎮生活明顯的中斷，除了倫蒂尼恩、埃伯拉肯、坎特伯雷和羅克斯特等少數幾個地點外，
 但以上幾個地點主教區的中斷也表明羅馬城鎮生活正在衰落。
以大約五百個考古遺址為代表的羅馬別墅系統也沒有在該時代倖存下來。與高盧不同，在不列顛，沒有一個列名的別墅倖存到日耳曼人時期。然而，在切德沃思，新建築工程仍在繼續：2020年發現的28號房間的馬賽克是在5世紀中葉設計和建造。
石造建築在後羅馬不列顛時期逐漸走到了盡頭。而建築物的耐用建造材料相比羅馬時期較少。 這一時期的胸針、陶器和武器倖存下來。對土葬和火葬以及與之相關的陪葬品的研究，為擴大對這一時期文化本身的理解做出了很大貢獻。考古學已經展示出一些與羅馬教育、與地中海的貿易以及凱爾特藝術等一連串的證據。2003年於西威爾斯的考古挖掘中尋找到由聖伊爾圖德(St Illtud)於6世紀初創立的中世紀前期的修道院和學校的證據，據說是建於約1100年諾曼時期的St Illtyd教堂的前身。
定居點的發掘揭示了後羅馬不列顛社會結構可能發生的變化，以及不列顛人的生活上有多大程度在某些地區保持不變並延續到中世紀前期。丘堡，古羅馬兵營和修道院已被挖掘出來。在城鎮方面的考古工作尤為重要。丘堡的考古已經展示出整修的證據，以及海外貿易在該時期的證據。最早的重大發掘之一是1939年在廷塔哲。Ralegh Radford在這裡挖出了的矩形結構和許多地中海陶器。該建築物最初被解釋為修道院，但其後被認爲是一座壯麗的堡壘與貿易據點。另一個重要的發掘是1963年Leslie Alcock在迪納斯波伊斯，它顯示了金屬加工的證據。此外Alcock在1995年領導了南吉百利的發掘工作。現時還有許多其他遺址顯示了在後羅馬時期有人居住，包括博度斯和撒克遜海岸堡壘。田地系統和環境考古學方面的工作同時凸顯了農業實施在此期間的持續和變化。  日耳曼人的葬禮已經在懷特島郡的Bowcombe和Gatcombe被考古學所證實， 而日期至少比歷史資料建議的早了50年，與此同時西羅馬皇帝霍諾留於418年將阿基坦高盧的土地授予西哥特人。

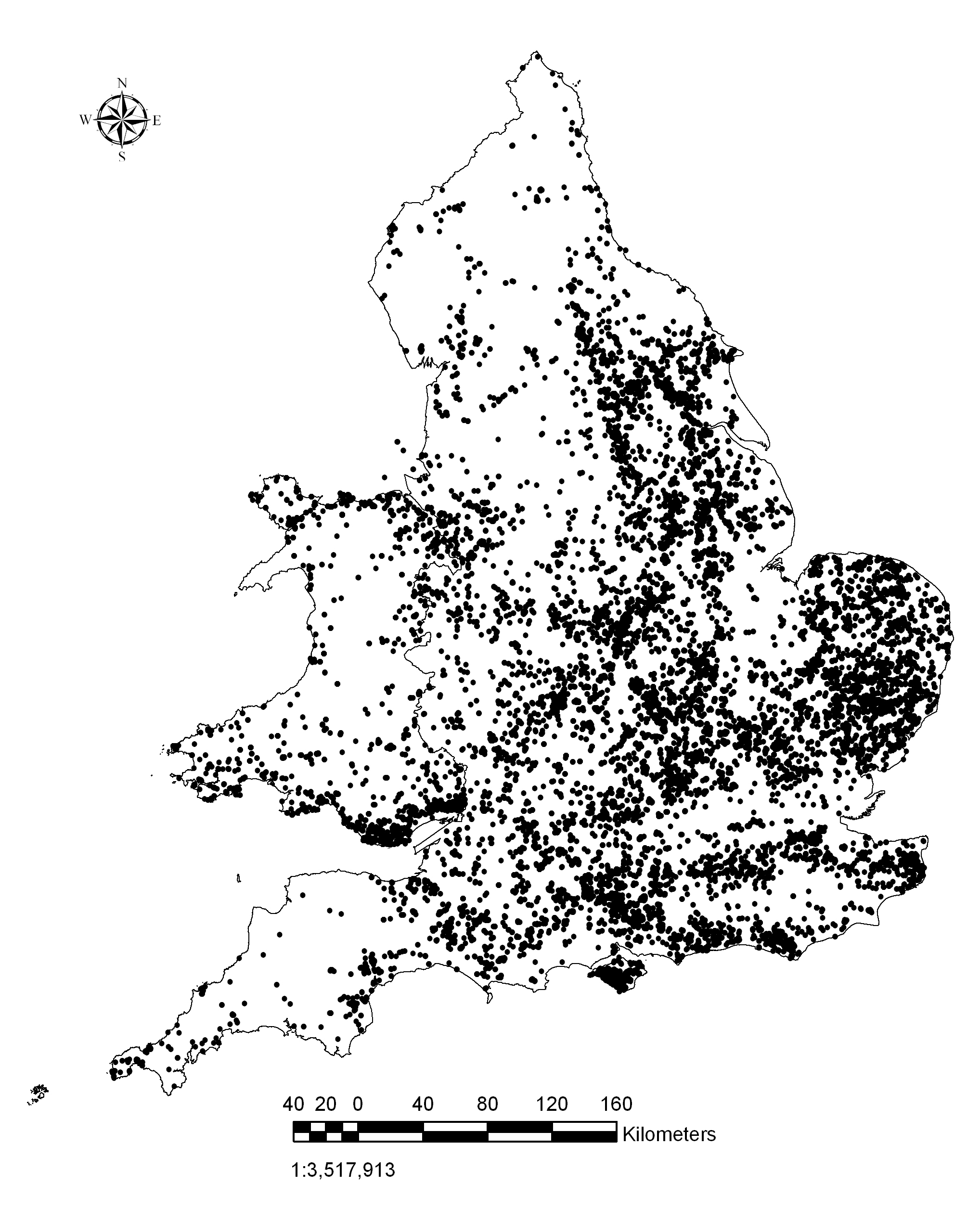
羅馬硬幣的發現清楚地指出"羅馬化"存在於羅馬不列顛的最大區域

雖然放射性碳定年法可以提供粗略的估算，這還不足以將考古發現與歷史事件聯繫起來。而樹輪年代學則取決於是否存在合適的木塊樣本。 硬幣通常是最有用來確定年代的工具，但據信在5世紀初之後，沒有新鑄造的硬幣流通並進入不列顛。
有考古證據表明盎格魯-撒克遜人和凱爾特布立吞人生活在同一地點。例如，在和域郡惠斯伯頓的墓地，可以看到一個布立吞人家庭在一段很長的時間內採用盎格魯-撒克遜文化。

## 羅馬統治的終結
終結羅馬在不列顛尼亞統治的直接原因似乎是羅馬帝國的貴族強豪與羅馬將軍斯提里科之間的權力鬥爭。 為了保護義大利免受西哥德人的入侵，斯提里科嚴重消耗了保衛日耳曼長城的羅馬軍力。在406年的夏天，不列顛發生兵變，  這導致幾個篡位者接連被推舉為“皇帝”， 並宣佈反抗執政的皇帝。其中最後一位篡位者君士坦丁三世，帶走了所有不列顛尼亞駐軍，渡過海峽到博諾尼亞，從而剝奪了該省的任何第一線軍事防護。羅馬高盧駐軍 (現今的法國) 表態支持不列顛篡位者，跟隨其後是希斯帕尼亞 (現今的西班牙) 的大部分駐軍。406年12月31日，汪達爾人、勃艮第人、阿蘭人和斯維比人跨越萊茵河佔領了“日耳曼長城”。
與此同時，蠻族於408年襲擊了不列顛，但這些襲擊似乎都被擊退。於410年後，西羅馬皇帝霍諾留似乎寫信命令不列顛各城市需要自我保護。儘管這有時會引起爭議。 日耳曼劫掠者從5世紀中葉開始在不列顛東部河谷定居。 其後內戰似乎已經爆發，這些內戰被後世學者解釋為親羅馬和獨立聚落之間，或“國教會”和伯拉糾主義黨派之間（Myres 1965年，Morris 1965年），農民和地主之間的階級鬥爭（Thompson 1977年，Wood 1984年），或是一場城市精英的政變（Snyder 1988年）。Stuart Laycock在2008年的著作《不列顛尼亞失敗的國家Britannia the Failed State》探究一個新近的觀點認為不列顛根據各部落本身，猛烈地分裂成一個個不列顛人的王國; 猛烈地分裂是有爭議的，但顯然大多數不列顛尼亞羅馬公社逐漸轉變為王國。鄉郊似乎繼續著和以前一樣的生活，而歐塞爾的聖日耳曼努斯造訪不列顛時描述城鎮的生活規模縮小。王權的長期鬥爭取代了過去羅馬行省中央管治的方式。
吉爾達斯認為軍閥沃蒂根召開了一個“議會”以尋找應對蠻族威脅的方法。議會按照羅馬的慣例選擇僱用撒克遜雇傭兵。一段時間過後，這些雇傭兵調轉槍頭反對不列顛人並劫掠城鎮。據說不列顛人領袖安布羅休斯·奧理安在很長一段時間內在許多戰役中與他們作戰。巴頓山戰役大約在490年這一時期將近結束時發生，後來的資料來源聲稱這場戰役是亞瑟王贏得的，儘管吉爾達斯沒有在著作中透露他的身份。此役之後，迎來一段漫長的和平時期。不列顛人似乎已經控制了英格蘭和威爾斯，邊界大致是從約克到般尼茅夫以西一帶。日耳曼的撒克遜人控制了從東約克郡到林肯郡，也許還有諾定咸郡，再到東盎格利亞和東南英格蘭一帶的弧形東部地區。
吉爾達斯大約在540年用拉丁文寫成描述了不列顛歷史的著作，但前半部分（其他可用資料來源）極度混亂。他嚴詞批評了不列顛西部的五位統治者的罪孽—頓諾尼亞的君士坦丁、奧勒留·卡尼努斯(Aurelius Caninus)、德梅泰的沃蒂波爾(Vortipor)、庫內格拉蘇斯(Cuneglasus)和馬格洛庫努斯(Maglocunus)（或稱為Mailcun或後來拼寫為格溫內斯的邁爾貢）。在著作中他還攻擊了不列顛的教士。他提供有關不列顛的飲食、服飾和娛樂的資訊。他寫道，布立吞人被殺、移居或被奴役，但沒有給出數字。
在6世紀晚期，撒克遜人再一次出現了擴張時期，從日後統治威塞克斯王國的王族於552年佔領威爾特郡的Searoburh (現今的老沙倫)為起點，擴張包括在577年迪勒姆戰役後進入中南至西南部的科茲窩地區，雖然對《盎格魯-撒克遜編年史》中這一時期的條目的準確性被受質疑。但現代作家經常在沒有明確證據的情況下，說這些征服將西南英格蘭的布立吞人（後來稱為西威爾斯人）與威爾斯的布立吞人分割開。（就在討論該時期之後，於611 年的車士打戰役可能已經將後者與英格蘭北部分割開。）但直到570年代，布立吞人仍然控制著英格蘭和威爾斯大約一半的地區。

## 王國

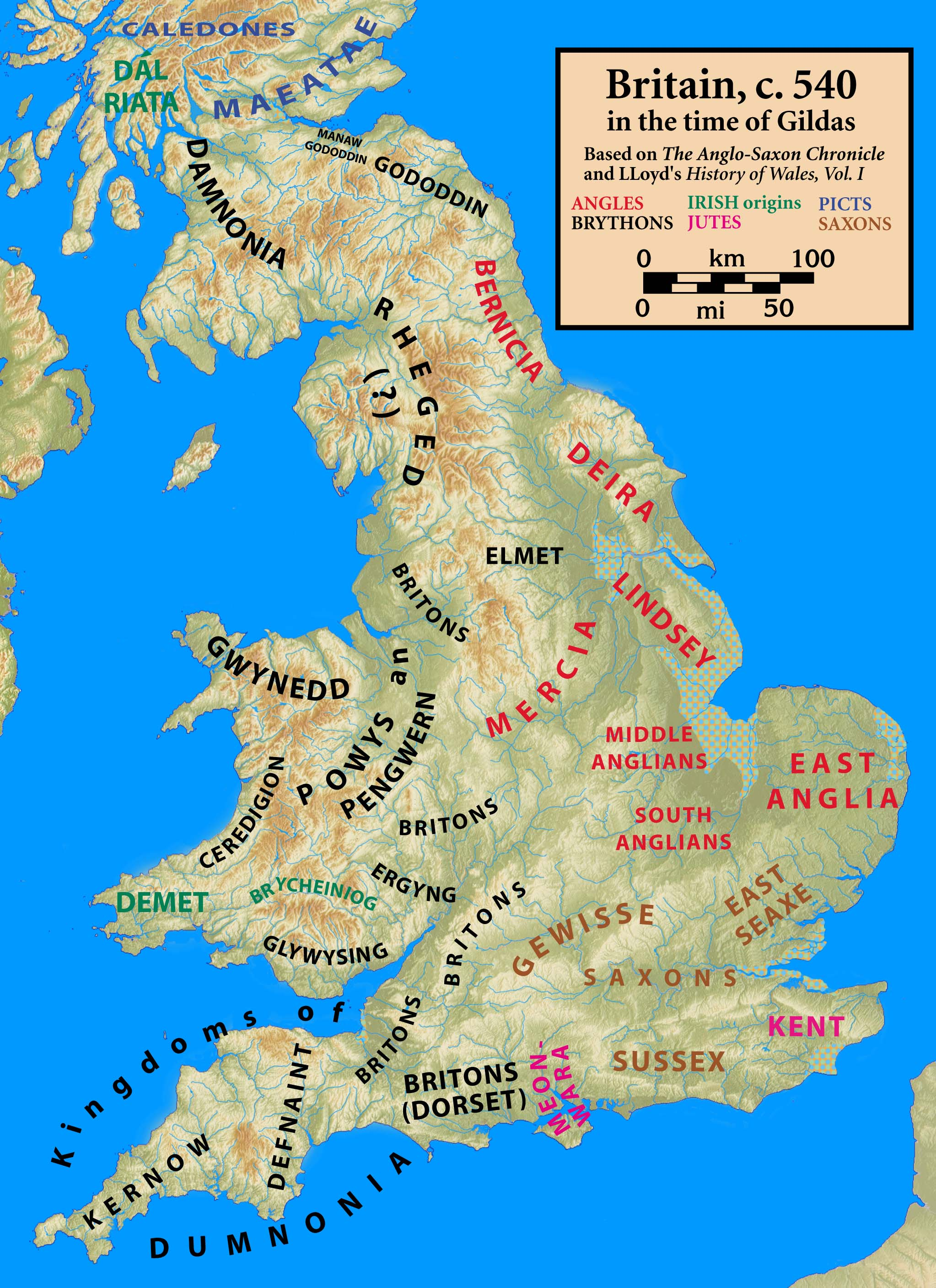
540年的不列顛，在吉爾達斯時代

存在於該時代某個時期的各個不同的不列顛人王國。一部分王國更改了名稱，部分被其他吞併。並非所有王國的名字和其政治發展細節都為人所知，尤其是在東南部，羅馬時代遺留下來的一些權力組織可能在一段時間內繼續負責某些地區。有時由一個統治者作為霸主將一些王國聯合起來，而戰爭則在其他王國彼此之間發生。邊界很可能在此期間已經變動。主要的王國有：
- 布萊尼奇王國 – 現今的諾森伯蘭郡; 最終被伯尼西亞的盎格魯人佔領
- 頓諾尼亞王國 – 現今的西南英格蘭，康和郡和德雲郡的大部分地區
- 達費德王國（英语：Kingdom of Dyfed） – 西南威爾斯
- 埃爾京王國（英语：Ergyng） – 禧福郡西南部，蒙茅斯郡北部和告羅士打郡的迪恩森林
- 格溫特王國（英语：Kingdom of Gwent），布雷切尼奧格王國（英语：Brycheiniog）和格利維斯王國（英语：Glywysing） – 南威爾斯
- 波伊斯王國 – 威爾斯中部
- 格溫內斯王國 – 北威爾斯
- 愛密特王國 – 約克郡西南部
- 雷格德王國 – 金巴倫和蘭開夏
- 埃布勞克王國（英语：History of York） – 約克和北約克郡
- 斯特拉斯克萊德王國 –  (900年–1100年)在西南部蘇格蘭、坎伯蘭、威斯摩蘭
- 戈多丁王國 – 以洛錫安的特拉普蘭（英语：Traprain Law）為中心

部分地區落入盎格魯或撒克遜部落首領的統治之下，後來成為王國：
- 伯尼西亞 – 伯尼西亞的盎格魯人王國，然後與德伊勒一起成為諾森布里亞王國
- 德伊勒 – 德伊勒的盎格魯人王國，在與伯尼西亞合併成為諾森布里亞前（東約克郡）
- 東盎格利亞王國 – 包括沙福郡和諾福克郡
- 肯特王國
- 赫威賽 – 除了迪恩森林外，現今告羅士打郡的大部分地區與牛津郡西部
- 薩塞克斯王國 – 包括黑斯廷加（英语：Haestingas）的定居點，其中可能包含來自朱特人族群
- 埃塞克斯王國 – 包括中撒克遜（英语：Middle Saxons）與現今的舒梨郡
- 威塞克斯王國 – 由泰晤士河谷上游地區構成，以及合併了在米恩河谷的朱特人定居點地區和圍繞現今的修咸頓一帶 (包括懷特島郡)
- 麥西亞王國 – 以雷普頓為中心
- 中盎格魯（英语：Middle Angles） – 現今的東密德蘭，其後併入麥西亞
- 諾森布里亞王國 – 由伯尼西亞與德伊勒合併構成
- 維特瓦拉（英语：Wihtwara）

## 更多阅读
- Alcock, Leslie (1963) Dinas Powys. Cardiff: University of Wales Press
- Alcock, Leslie (1971) Arthur's Britain: History and Archaeology AD 367–634. Harmondsworth: Allen Lane, The Penguin Press ISBN 0-7139-0245-0
- Alcock, Leslie (1972) By South Cadbury is that Camelot. London: Thames and Hudson
- Alcock, Leslie et al. (1995) Cadbury Castle, Somerset: the early Medieval Archaeology. Cardiff: University of Wales Press
- Collins, Rob & Gerrard, James (eds.) (2004) Debating Late Antiquity in Britain AD 300–700, Oxford: British Archaeological Review
- Dark, Kenneth. . Britannia. 1992, 23: 111–120. JSTOR 526105. S2CID 164015470. doi:10.2307/526105.
- Dark, Kenneth (1993) Civitas to Kingdom: British Continuity 300–800. Leicester University Press
- Dark, Kenneth (2000) Britain and the End of the Roman Empire Stroud: Tempus
- Davies, Wendy (1978) An Early Welsh Microcosm: Studies in the Llandaff Charters. London: Royal Historical Society
- Dumville, David N. . History. 1977, 62 (205): 173–192. doi:10.1111/j.1468-229x.1977.tb02335.x.
- Esmonde-Cleary, A. S. (1989) The Ending of Roman Britain. London: Batsford
- Fouracre, Paul (ed.) (2005) The New Cambridge Medieval History, Volume I, c.500–c.700. Cambridge: Cambridge University Press
- Jones, Michael E. (1996) The End of Roman Britain Ithaca: Cornell University Press
- Halsall, Guy (2013) Worlds of Arthur. Facts and Fictions of the Dark Ages. Oxford: Oxford University Press
- Higham, Nicholas (1992) Rome, Britain and the Anglo-Saxons. London, Seaby
- Higham, Nicholas (1994) The English Conquest: Gildas and Britain in the Fifth Century. Manchester University Press
- Jones, Michael (1996) The End of Roman Britain. Ithaca: Cornell University Press
- Lapidge, Michael & Dumville, David (1984) Gildas: New Approaches. Woodbridge: Boydell
- Morris, John (1973) The Age of Arthur
- Morris, John (1980) Nennius: British History and the Welsh Annals. Chichester: Phillimore
- Morris, John (gen. ed.) Arthurian Period Sources volumes 1–9, general editor: John Morris, Phillimore & Co, Chichester (includes full text of Gildas & Nennius, St Patrick material and various annals and charters)
- Myres, John. . Journal of Roman Studies. 1960, 50 (1–2): 21–36. JSTOR 298284. S2CID 161885864. doi:10.2307/298284.
- Pryor, Francis (2004) Britain AD: a Quest for Arthur, England and the Anglo-Saxons. London: Harper Collins ISBN 0-00-718186-8
- Radford, C. A. Ralegh (1939) Tintagel Castle. London: H.M.S.O. (Reprinted by English Heritage 1985)
- Ridley, Ronald (1982) Zosimus: New History. Sydney
- Snyder, Christopher (1996) An Age of Tyrants. Philadelphia: Pennsylvania University Press
- Thomas, Charles (1993) Tintagel: Arthur and Archaeology. London: English Heritage
- Thompson, E. A. (1984) St Germanus of Auxerre and the End of Roman Britain. Woodbridge: Boydell
- Winterbottom, Michael (ed.) (1978) Gildas, The Ruin of Britain and Other Works. Chichester: Phillimore
- Wood, Ian. . Britannia. 1987, 18: 251–262. JSTOR 526450. S2CID 162348716. doi:10.2307/526450.

| 前任： 不列顛尼亞 | 后罗马不列颠 410 – c. 550 | 繼任： 七国时代 威尔士王国 皮克特人 |

1. ↑  Henshall, Kenneth G. . Basingstoke: Palgrave Macmillan. 2008: 84. ISBN 978-0-230-58379-5. OCLC 314773412.
2. ↑  John Morris, The Age of Arthur (1973) is his title for a popular history of the British Isles from 350 to 650.
3. ↑  Discussion in Ken Dark, Britain and the End of the Roman Empire, (Stroud: Tempus, 2000), pp.32–37
4. ↑  Birley, Anthony Richard The Roman Government of Britain OUP Oxford (29 Sep 2005) ISBN 978-0-19-925237-4 pp.461–463 的存檔，存档日期7 March 2017.
5. ↑  Halsall, Guy Barbarian migrations and the Roman West, 376–568 Cambridge University Press; illustrated edition (20 Dec 2007) ISBN 978-0-521-43491-1 pp.217–218
6. ↑  Discussion in Martin Millett, The Romanization of Britain, (Cambridge: Cambridge University Press, 1990) and in Philip Bartholomew 'Fifth-Century Facts' Britannia vol. 13, 1982 p. 260
7. ↑   Michael Jones andJohn Casey, 'The Gallic Chronicle Restored: A Chronology for the Anglo-Saxon Invasions and the End of Roman Britain', Britannia 19, (1988), pp.367–398; R.W. Burgess, 'The Dark Ages Return to Fifth-Century Britain: The 'Restored' Gallic Chronicle Exploded', Britannia 21, (1990), pp.185–195

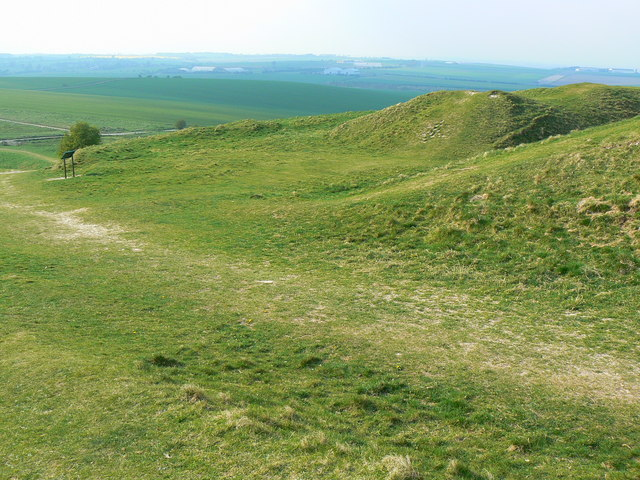
巴伯里城堡，威爾特郡的一个建于6世纪的丘堡

8. ↑  David Dumville, "Sub-Roman Britain: History and Legend", History 62, (1977), pp.173–192
9. ↑  Morris, John. . Phoenix Press. 1973: 572. ISBN 978-1-84-212477-2.
10. ↑  Myres, John Nowell Linton. . Oxford University Press. 1998: 18. ISBN 978-0-19-282235-2.
11. ↑  "Town and Country: The End of Roman Britain", World Archaeology 12(1), (June 1980:77–92); Simon T. Loseby, "Power and towns in Late Roman Britain and early Anglo-Saxon England" in Gisela Ripoll and Josep M. Gurt, eds., Sedes regiae (ann. 400–800), (Barcelona, 2000: pp. 319–370 (on-line text 的存檔，存档日期25 January 2012.) makes a strong case for the discontinuity of urban life.
12. ↑  Philip Barker's excavation in the Baths Basilica at Wroxeter, (1975) is noted by R. Reece, "Town and country: the end of Roman Britain", World Archaeology, 1980.
13. ↑  H.R. Loyn, Anglo-Saxon England and the Norman Conquest, 2nd ed. 1991:15f: "it is altogether unlikely that organized town-life can have survived through the troubles of the fifth and sixth centuries. Gildas lamented the destruction of the twenty-eight cities of Britain, and there is no reason to doubt the essential truth of his statement" (p16).
14. ↑  The 5th Century Chedworth Mosaic: https://archaeologynationaltrustsw.wordpress.com/tag/chedworth-roman-villa/ （页面存档备份，存于）
15. ↑  Morris, Steven. . Guardian. 10 December 2020  [10 December 2020]. （原始内容存档于10 December 2020）.
16. ↑  . BBC News. 10 December 2020  [10 December 2020]. （原始内容存档于10 December 2020）.
17. ↑  A.S. Esmonde Cleary, "The Roman to medieval transition" in Britons and Romans: advancing an archaeological agenda. ed. S. James & M. Millett, (York: Council for British Archaeology, 2001)
18. ↑  Tim Young. . Glamorgan Star. 19 September 2023  [19 November 2023].
19. ↑  John Davey, "The Environs of South Cadbury in the Late Antique and Early Medieval Periods" in Debating Late Antiquity in Britain AD 300–700. ed. Rob Collins & James Gerrard, (Oxford: British Archaeological Review, 2004)
20. ↑  Archaeological Resource Assessment of the Isle of Wight: Early Medieval period. Compiled by Ruth Waller, Isle of Wight County Archaeology Service, August 2006 Oxford Archaeology （页面存档备份，存于）.
21. ↑  A. S. Esmonde Cleary, The Ending of Roman Britain, (London: Batsford, 1989), pp.138–139
22. ↑  Helena Hamerow, 'The earliest Anglo-Saxon kingdoms' in The New Cambridge Medieval History, I, c.500–c.700. ed. Paul Fouracre (Cambridge: Cambridge University Press, 2005), pg. 265.
23. ↑  Bury, J. B., A History of the Later Roman Empire from Arcadius to Irene, Vol. I (1889)
24. ↑  Birley, Anthony R., The Roman Government of Britain, Oxford University Press, 2005, ISBN 0-19-925237-8
25. ↑  Jones, Arnold Hugh Martin, John Robert Martindale, John Morris, The Prosopography of the Later Roman Empire, volume 2, Cambridge University Press, 1992, ISBN 0-521-20159-4
26. ↑  Birley, Anthony Richard The Roman Government of Britain OUP Oxford (29 September 2005); ISBN 978-0-19-925237-4, pp. 461–463
27. ↑  
Halsall, Guy Barbarian Migrations and the Roman West, pp. 376–568 Cambridge University Press; illustrated edition (20 December 2007); ISBN 978-0-521-43491-1, pp. 217–218
28. ↑  Discussion in Martin Millett, The Romanization of Britain, (Cambridge: Cambridge University Press, 1990) and in Philip Bartholomew 'Fifth-Century Facts' Britannia vol. 13, 1982, p. 260
29. ↑  H.R. Loyn, Anglo-Saxon England and the Norman Conquest, 2nd ed. 1991, p. 3.